# Agnes av Babenberg

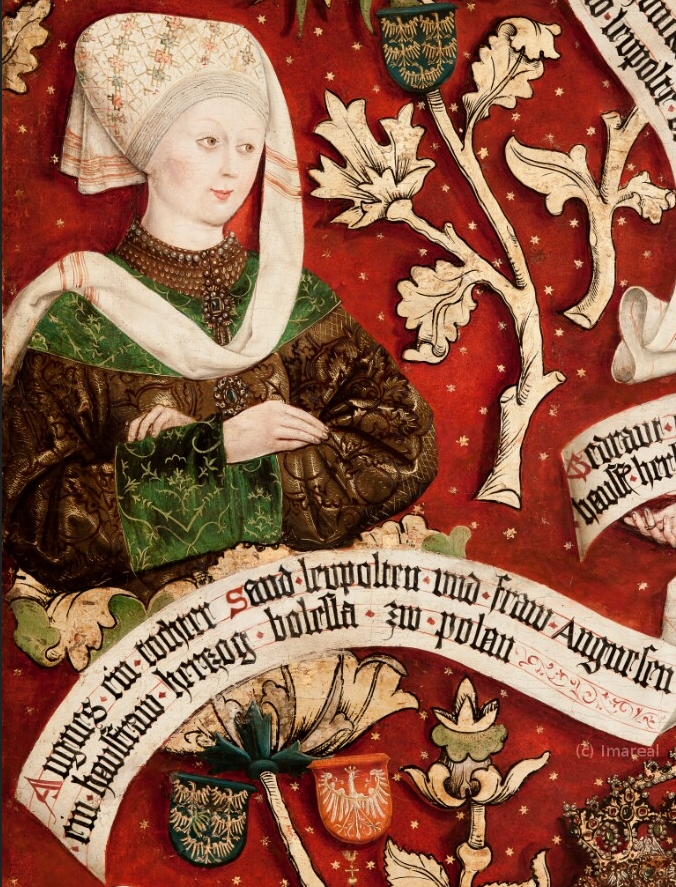
Agnes av Babenberg

Agnes av Babenberg, född 1111, död 25 januari 1157, var en storhertiginna av Polen. Hon var dotter till markgreven Leopold III av Österrike och Agnes av Tyskland och därmed dotterdotter till den tysk-romerske kejsaren Henrik IV.
Agnes gifte sig 1125 med Vladislav II den utvisade av Polen (1105-1159), storhertig av Polen 1138-1146. Deras dotter Rikilde gifte sig bland annat med Alfons VII av Kastilien. 
Agnes beskrivs som ambitiös, energisk och stolt över sin börd och kallades av samtida krönikörer för tigrinna. Hon utövade inflytande över Vladislavs regering och samarbetade aktivt i hans arbete med att ena Polen och inlemma sina bröders förläningar och hårt bestraffa adelsfraktionerna. Paret avsattes 1146 och tvingades fly till Altenburg. Agnes lyckades 1148 övertala påven att förklara avsättningen olaglig, men utan effekt.  